# Leine (1860)
De Leine is een voormalig waterschap in de Nederlandse provincie Groningen.
Het waterschap is opgericht (kreeg een reglement) in 1860, maar is feitelijk ouder. Het bestond uit twee delen met elk een eigen afwatering. Het noordelijk deel waterde af op het Kielsterdiep, het zuidelijke via de Leinewijk op het Zuidlaardermeer.
Waterstaatkundig gezien ligt het gebied sinds 2000 binnen dat van het waterschap Hunze en Aa's.
Het schap moet niet worden verward met het eind jaren 60 opgerichte schap met dezelfde naam.